# Земља и људи
Земља и људи је популарно научни зборник и издању Српског географског друштва. Излази једном годишње од свог настанка 1951. године. Зборник се бави писањем текстова са циљем да се приближи географска наука сваком читаоцу и да се упознају удаљени предели, државе и народи. Циљ Земље и људи је популаризација географије и науке уопште. Зборник уређују универзитетски професори али и студенти.  До 2016. године објављено је 66 бројева.

## О зборнику
Земља и људи је популарни научни зборник који излази једном годишње од 1951. године. Оснивач је Боривоје Ж. Милојевић који је био Цвијићев ученик. Он је 1950. године дошао на идеју да покрене овај популарни зборник као вид географске читанке за све ученике, за различита школска опредељења, за наставнике и све љубитеље различитих тема везаних за географију. Штампан је у црно-белој техници, али се одмах појављују и илустрације у боји како би био привлачнији што широј публици. Тираж осамдесетих година прошлог века је био 13.000 примерака, а данас се штампа 200. Постављен је у дигиталној форми у отвореном приступу, тако да је доступан широј популацији читалаца. Часопис је извор проверених информација о географским објектима, догађајима, појавама и процесима код нас, у региону и иностранству. Број прилога је варирао од године до године. Свеска 26 за 1976. годину имала је 317 страна и 29 прилога, а свеска 43 за 1993. годину само 46 страна и 6 прилога. Такође 29 прилога имала је и свеска 20 за 1971. годину. 
Поводом различитих јубилеја, објављиван је преглед садржаја часописа Земља и људи, што се показало изузетно корисно за будуће научнике и читаоце жељне различитих сазнања из географских тема.

## Тематика
Прилози су разноврсни и односе се на физичку и друштвену географију, климатологију, метеорологију, екологију, картографију, историјску и туристичку географију, демографију, географију Србије, региона и страних земаља, геологију.

### Преглед садржаја и библиографија свезакаЗемље и људи
Када су се одржавали посебни јубилеји, објављиван је садржај часописа што се показало изузетно корисно за читаоце.
- Преглед садржаја бројева 1 до 20; 1971.
- Преглед садржаја бројева 20 до 45; 1995.
- Преглед садржаја бројева од 1 до 50[5]
- Предметна библиографија бројева од 1 до 25[6]
- Предметна библиографија бројева од 26 до 30[7]
- Ауторска библиографија Земља и људи (Година 51, свеска 1, година 2020, свеска 70)[8]

## Уредници
Први број је уредио уз помоћ оснивача Петар Шобајић. Већ следеће године уређује Земљу и људе средњошколски професор Стеван Вујадиновић. Он је уредио 47 свезака зборника. Владан Дуцић је био уредник од 1998. године и тада је увео новине у издавачку делатност зборника.
- 1951. Петар Шобајић и Боривоје Ж. Милојевић
- 1952. Петар Шобајић и Стеван Вујадиновић
- 1953-1997. Стеван Вујадиновић
- 1998-2011. Владан Дуцић
- 2012-2017. Ивица Шантић
- 2018- Драгица Гатарић.

## Аутори
Аутори су сарадници на факултетима, научним институтима и школама различитих усмерења.
- Стеван Вујадиновић
- Стеван Станковић
- Јован Трифуноски
- Милорад Васовић
- Михајло Костић
- Душан Дукић
- Томислав Ракићевић
- Душан Каназир
- Дејан Медаковић
- Петар Влаховић
- Татомир Анђелић
- Драгослав Срејовић
- Милисав Лутовац